# Le Boss (film, 2005)
Pour les articles homonymes, voir Le Boss et The Man.
Pour plus de détails, voir Fiche technique et Distribution.
Le Boss (The Man) est un film américano-allemand réalisé par Les Mayfield, sorti en 2005.

## Synopsis
À la suite d'une méprise, un représentant en matériel dentaire un peu naïf se retrouve obligé d'aider un agent fédéral de l'ATF en se faisant passer auprès de malfrats pour un trafiquant d'armes.

## Fiche technique
- Titre : Le Boss
- Titre original : The Man
- Réalisation : Les Mayfield
- Scénario : Jim Piddock, Margaret Oberman et Stephen Carpenter
- Production : Robert N. Fried (en), Bill Straus et Mathew Hart
- Société de production : New Line Cinema
- Budget : 20 millions de dollars
- Musique : John Murphy
- Photographie : Adam Kane (en)
- Montage : Peter Fandetti et Jeffrey Wolf
- Décors : Carol Spier (en)
- Costumes : Delphine White
- Pays d'origine :  États-Unis,  Allemagne
- Format : Couleurs - 1,85:1 - DTS / Dolby Digital / SDDS - 35 mm
- Genre : Comédie policière
- Durée : 83 minutes
- Dates de sortie :
  - 9 septembre 2005 (États-Unis)
  - 11 janvier 2006 (Belgique, France)

## Distribution
- Samuel L. Jackson (VF : Thierry Desroses) - (VQ : Éric Gaudry) : Derrick Vann
- Eugene Levy (VF : Michel Papineschi) - (VQ : Jean-Marie Moncelet) : Andy Fiddler
- Luke Goss (VF : Pierre-François Pistorio) - (VQ : Daniel Picard) : Joey
- Miguel Ferrer (VF : Jean-Paul Solal) - (VQ : Manuel Tadros) : l'agent Peters
- Susie Essman (VF : Anne Plumet) - (VQ : Claudine Chatel) : le lieutenant Rita Carbone
- Anthony Mackie (VF : Christophe Lemoine) - (VQ : Stéphane Rivard) : Booty
- Gigi Rice (VQ : Élise Bertrand): Susan
- Rachael Crawford : Dara Vann
- John Hemphill : Ted
- Carrie Cain-Sparks : Big Kim
- Kevin Rushton : Thug
- Randy Butcher : le flic du commissariat
- Peter Kosaka : l'homme dans l'ascenseur
- Leni Parker : la caissière

## Autour du film
- Le tournage a débuté le 19 avril 2004 et s'est déroulé à Hamilton, Oakville et Toronto, au Canada.

## Bande originale
- I Just Want to Celebrate (Mocean Worker Remix), interprété par Rare Earth
- Just Do It, interprété par FT
- Bandy Bandy, interprété par Zap Mama et Erykah Badu
- Improvisation #4, interprété par Craig Wingrove
- It's a New Thing (It's Your Thing), interprété par The Isley Brothers, D-Nat, onda et De La Soul